# Verificación vehicular
El Programa de Verificación Vehicular Obligatoria es un mecanismo de control de emisiones vehiculares en la Ciudad de México, diseñado para apoyar la restricción vehicular del programa Hoy No Circula. Es operado por la Secretaría del Medio Ambiente de la Ciudad de México y se implementa en los Centros de Verificación Vehicular, comúnmente llamados verificentros. 
En 1990 se implementó el Programa Integral Contra la Contaminación Atmosférica en el Valle de México. La verificación vehicular se hizo obligatoria para los vehículos con placas de la Ciudad de México en 1993, cuando se publicó en el Diario Oficial de la Federación el 4 de enero de ese año.
El proceso de verificación consiste en la inspección de las emisiones contaminantes de los vehículos, utilizando para ello sondas y bancos de pruebas electrónicos. Los resultados de estas inspecciones determinan si el vehículo aprueba o no la verificación. Los vehículos que pasan la prueba reciben un certificado de verificación o holograma, el cual es necesario para poder circular.
La ausencia del certificado de verificación en un vehículo no solo impide su circulación, sino que también puede resultar en multas, cuyo monto varía de acuerdo con la legislación de cada estado de la República Mexicana. Este sistema de medición y sanción es crucial para el control efectivo de las emisiones contaminantes emitidas por los automóviles en la región.

## Proceso de verificación vehicular
Antes de llevar a cabo la verificación correspondiente al periodo asignado según las placas y el holograma, la Secretaría del Medio Ambiente (Sedema) solicita a los propietarios de vehículos que verifiquen cualquier adeudo en multas. Una vez realizado este proceso, se establece como requisito indispensable que el usuario que llevará su automóvil a verificar presente, en original y copia, los siguientes documentos:
- Identificación oficial
- Comprobante de la última verificación o pago de multa por verificación vehicular, si corresponde
- Tarjeta de circulación
- Copia de la factura, en el caso de automóviles nuevos

La verificación vehicular se desarrolla en tres etapas:
1. Inspección visual de dispositivos y sistemas de control de contaminantes instalados en el vehículo. Esta inspección incluye el sistema de escape, el tapón del tanque de combustible, el tapón del depósito de aceite, la bayoneta del nivel de aceite, la ventilación positiva del cárter, el filtro de carbón activado, el filtro de aire y la tensión de las bandas.
2. Revisión visual de humo mediante una prueba estática en marcha. En esta fase, el humo azul indica la presencia de aceite en el sistema de combustión, mientras que el humo negro señala un exceso de combustible no quemado. La presencia de humo, en general, indica altos niveles de emisión de hidrocarburos y otros contaminantes.
3. Medición de las emisiones contaminantes de hidrocarburos y monóxido de carbono a través de una prueba en marcha a crucero y una prueba en marcha lenta en vacío.

Una vez que se completa el proceso, se emite una constancia de rechazo vehicular, la cual permite a los usuarios realizar una segunda verificación sin costo, o se procede a la impresión de las etiquetas con el holograma correspondiente.
Como parte del apoyo al Programa de Verificación Vehicular, se llevan a cabo las siguientes acciones:
- Operativos de control vehicular
- Supervisión y vigilancia periódica de los centros de verificación vehicular, en los que se inspeccionan las condiciones de operación, los procedimientos de verificación y el adecuado manejo de la papelería y calcomanías oficiales
- Inspección y acreditación de talleres mecánicos, para evaluar y certificar la calidad técnica y homologar el equipo de los talleres de servicio mecánico
- Evaluación periódica del programa, de acuerdo con las estadísticas recopiladas

## Calendario de verificación vehicular
El programa opera según un calendario que asigna períodos específicos de verificación basados en la terminación de la placa y el engomado del vehículo. De este modo, los conductores deberán presentar sus vehículos en un verificentro cada seis meses para determinar si cumplen con los estándares mínimos para circular.
El siguiente calendario es válido para los estados de Morelos, Guanajuato, Querétaro, Tlaxcala, Estado de México y Ciudad de México.
| Último dígito de la placa | Color del engomado | Período para verificar: Primer Semestre | Período para verificar: Segundo Semestre |
| ------------------------- | ------------------ | --------------------------------------- | ---------------------------------------- |
| 5 y 6                     | Amarillo           | Enero-Febrero                           | Julio-Agosto                             |
| 7 y 8                     | Rosa               | Febrero-Marzo                           | Agosto-Septiembre                        |
| 3 y 4                     | Rojo               | Marzo-Abril                             | Septiembre-Octubre                       |
| 1 y 2                     | Verde              | Abril-Mayo                              | Octubre-Noviembre                        |
| 9 y 0                     | Azul               | Mayo-Junio                              | Noviembre-Diciembre                      |

## Patrullas ambientales
El programa de vehículos contaminantes de la Ciudad de México cuenta con un equipo de inspectores llamados Ecoguardas, quienes realizan operativos para vigilar los vehículos en las principales avenidas de la ciudad con el apoyo de patrullas ambientales, también conocidas como patrullas ecológicas. Estas patrullas están autorizadas para sancionar por tres razones específicas: asegurar que los vehículos circulen con la verificación correspondiente, que no emitan humo negro o azul, y que respeten los días de circulación conforme al holograma asignado. El incumplimiento de estas normas resulta en una sanción administrativa. Las unidades de patrullas ambientales están equipadas con cuatro cámaras que monitorean continuamente sus operaciones desde el Centro de Inspección y Vigilancia Ambiental Remota.

## Verificación en los distintos estados de la República

### Jalisco

#### Los autos nuevos no verifican
Actualmente los automóviles de años 2019, 2018 y 2017 se encuentran exentos de la verificación conforme al acuerdo ACU/SEMADET/06/2017.

#### Emisiones que se inspeccionan
La secretaría encargada de este programa en el estado de Jalisco (SEMADET) inspecciona específicamente los niveles de los siguientes componentes en el escape del vehículo:
- Hidrocarburos (HC).
- CO2 (bióxido de carbono).
- CO (monóxido de carbono).
- O2 (Oxígeno).

## COVID-19
En respuesta a la pandemia de COVID-19, a partir del 10 de agosto de 2020, la Sedema implementó medidas precautorias para reanudar las verificaciones suspendidas desde marzo de ese año.
Esta reanudación de las verificaciones incluía la implementación de medidas sanitarias, tales como estaciones sanitarias para trabajadores y usuarios, la toma de temperatura corporal, la distribución de gel antibacterial, el uso obligatorio de cubrebocas y la restricción de acceso a una sola persona por vehículo. Además, se estableció que todas las verificaciones se realizarían mediante una cita electrónica o telefónica previa.